# مجموعه صالحیه
مجموعه صالحیه مربوط به دوره قاجار است و در قزوین، داخل شهر واقع شده و این اثر در تاریخ ۱۱ مرداد ۱۳۵۵ با شمارهٔ ثبت ۱۳۳۳ به‌عنوان یکی از آثار ملی ایران به ثبت رسیده است.